# Leela
Leela é uma banda de rock brasileira formada em 2001 no estado do Rio de Janeiro. Tem como integrantes Bianca Jhordão (voz e guitarra), Rodrigo Brandão (guitarra, voz de apoio), Guilherme Dourado (baixo) e Fabiano Paz (bateria). Também passaram pela banda os baixistas Melvin e Kátia Dotto.
A sonoridade do quarteto é baseada em artistas americanos dos anos 1990 como Weezer e Nirvana, além de ícones da música independente carioca.

## Carreira
Em 2000, Bianca Jhordão ao lado do guitarrista Rodrigo Brandão, formam a banda Leela.
Com o CD homônimo demo lançado em 2001, o grupo percorreu o país se apresentando em uma série de festivais e chamando a atenção do público.
Em 2003, assinou contrato com o selo Arsenal que, ligado à gravadora EMI, lançou o primeiro álbum da banda no ano seguinte.
Em 2005, a banda abriu os shows da cantora canadense Avril Lavigne no Brasil.
Em 2017 criam o #LeelaLive, programa musical transmitido ao vivo direto do estúdio Music Bunker, em São Paulo.
Em 2018, se apresentam na primeira edição do World Pop Festival. Em novembro deste ano, sai o single Youtube mine, composição de Bianca Jhordão e Rodrigo Brandão em parceria com Fausto Fawcett, com clipe dirigido pelas duplas Los Cabras e 2Vilão, da produtora Trator Filmes. A parceria com Fausto segue nos singles seguintes: Fanáticos online, lançado em dezembro do mesmo ano; Momento presente, lançado em fevereiro de 2019; e Cada vez mais, em abril de 2019.
Em 12 de junho de 2020, lançam o single Lost In You, acompanhado de um videoclipe. Em 9 de outubro do mesmo ano, a banda lançou o single "Devolva-me", de Renato Barros, em formato synth-pop.

### Premiações
- Banda Revelação na premiação VMB de 2005 [12]
- Trabalho Inovador com o TROÇO homenagem no Prêmio Mãos e Mentes que Brilham de 2009

## Discografia

### Álbuns de estúdio
| Álbum           | Detalhes                                                                                         |
| --------------- | ------------------------------------------------------------------------------------------------ |
| Leela           | - Lançamento: 8 de dezembro de 2004 - Formatos: CD - Gravadora: Arsenal • EMI                    |
| Pequenas Caixas | - Lançamento: 10 de novembro de 2007 - Formatos: CD - Gravadora: Arsenal • Universal             |
| Música Todo Dia | - Lançamento: 10 de outubro de 2012 - Formatos: CD, download digital - Gravadora: Pisces Records |

### EPs
| Álbum   | Detalhes                                                    |
| ------- | ----------------------------------------------------------- |
| Leela   | - Lançamento: 2001 - Formatos: EP - Gravadora: Independente |
| Leela 2 | - Lançamento: 2001 - Formatos: EP - Gravadora: Independente |

### Singles
| Título                       | Ano  | Álbum                         |
| ---------------------------- | ---- | ----------------------------- |
| "Ver o que Faço"             | 2001 | Não adicionado a nenhum álbum |
| "Te Procuro"                 | 2004 | Leela                         |
| "Odeio Gostar"               | 2005 | Leela                         |
| "Romance Fugitivo"           | 2005 | Leela                         |
| "Pequenas Caixas"            | 2007 | Pequenas Caixas               |
| "Amor Barato"                | 2008 | Pequenas Caixas               |
| "Cortinas"                   | 2008 | Pequenas Caixas               |
| "Mundo Visionário"           | 2010 | Pequenas Caixas               |
| "Por um Fio (Hey Babe)"      | 2012 | Música Todo Dia               |
| "On The Road"                | 2012 | Música Todo Dia               |
| "2000 Light Years from Home" | 2018 | Não adicionado a nenhum álbum |
| "YouTube Mine"               | 2018 | Não adicionado a nenhum álbum |
| "Fanáticos Online"           | 2018 | Não adicionado a nenhum álbum |
| "Momento Presente"           | 2019 | Não adicionado a nenhum álbum |
| "Cada Vez Mais"              | 2019 | Não adicionado a nenhum álbum |
| "Fome de Viver"              | 2019 | Não adicionado a nenhum álbum |
| "Scarfacebook"               | 2019 | Não adicionado a nenhum álbum |
| "O Dia em que a Terra Parou" | 2020 | Não adicionado a nenhum álbum |
| "Lost in You"                | 2020 | Não adicionado a nenhum álbum |
| "Devolva-me"                 | 2020 | Não adicionado a nenhum álbum |

### Outras aparições
- Surf Rock, com a faixa Ver o Que Faço (Deckdisc, 2002)
- DVD Renato Russo - Uma Celebração, com a faixa Vamos Fazer Um Filme (EMI, 2005)